# Пак Дин Себ
Пак Дин-Себ, русское неофициальное имя — Александр (7 февраля 1921 года — 23 июля 2000 года) — звеньевой колхоза имени Свердлова Верхне-Чирчикского района Ташкентской области, Герой Социалистического Труда (22.05.1951).

## Биография
Уроженец Дальнего Востока (возможно — Приморский край, с. Николаевка, Партизанский район).
После окончания школы работал в колхозе. В 1937 году вместе со всем колхозом депортирован в Кзыл-Ординскую область, Казахская ССР. С 1938 года трудился в колхозе «Каракуль» Казалинского района Кзыл-Ординской области. С 1940 года проживал в колхозе имени Свердлова Верхне-Чирчикского района. В 1942 году окончил семь классов вечерней школы. С 1940 года — рядовой колхозник, с марта 1950 года — звеньевой полеводческого звена по выращиванию кенафа колхоза имени Свердлова Верхне-Чирчикского района. В 1948 году вступил в ВКП(б). Был секретарём местной колхозной комсомольской организации (1948—1950).
Герой Социалистического Труда (22.05.1951) — звание присвоено с формулировкой: за исключительные заслуги перед государством, выразившиеся в получении в 1950 году урожая зеленцового стебля кенафа 1141 центнера с гектара на площади 9 гектаров. В Указе и удостоверении имя указано через тире: Пак Дин-Себ.
В 1955 году окончил зооветеринарный техникум в посёлке Сары-Агач, после чего трудился зоотехником колхоза имени Свердлова. В 1959 году по собственной инициативе перешёл работать свинарём. В 1960 году откормил 1011 свиней и сдал государству почти 100 тонн свинины (в живом весе).
В 1982 году вышел на пенсию. Персональный пенсионер союзного значения.
Скончался в июле 2000 года. Похоронен на кладбище бывшего колхоза имени Свердлова (с 1992 года — фермерское хозяйство имени Ахмеда Ясави) Юкарычирчикского района.
Награды
- Герой Социалистического Труда
- Орден Ленина
- Медаль «За доблестный труд в Великой Отечественной войне 1941—1945 гг.»
- Медаль «За трудовую доблесть» (1953)
- Почётная грамота Президиума Верховного Совета Узбекской ССР.